# Le Dessous des cartes
Le Dessous des cartes (en francès) o Mit offenen Karten (en alemany), és un programa de televisió educatiu i diari sobre geopolítica i geografia creat i emès pel canal cultural franco-alemany Arte. Ha rebut els premis Encyclopædia Universalis (1995), Grand Prix Vidéo de l'Académie Charles-Cros (1996), i La Clio de l'image (1997). El programa té com a particularitat la utilització de cartes visuals per fer entendre al públic els diferents elements o temes que entren en joc en la geopolítica del planeta. El programa, el presenta Jean-Christophe Victor, fill de l'explorador Paul-Émile Victor, s'emet en alemany i francès, dura uns 10 minuts aproximadament, va ser creat l'any 1992 i ha esdevingut un referent. Tant és així, que es venen atles en els quals es recopila tot allò que s'ha anat presentant al llarg dels programes. També, s'ha creat una edició per a alumnes de Batxillerat, vist que el canal de televisió va notar que molta part del professorat alemany, francès, luxemburguès i belga francòfon, utilitzava els vídeos per fer entendre els alumnes determinats temes. Paral·lelament, també han anat apareixent DVD del programa.